# دنيس شيلس
دنيس شيلس (بالإنجليزية: Dennis Shiels)‏ هو لاعب كرة قدم بريطاني في مركز الهجوم، ولد في 24 أغسطس 1938 في بلفاست في المملكة المتحدة. شارك مع منتخب إيرلندا الشمالية لكرة القدم من الدرجة الثانية ‏. أما مع النوادي، فقد لعب مع شيفيلد يونايتد ونادي بيتربورو يونايتد ونادي سليغو روفرز ونوتس كاونتي.